# Jaume Sañé i Pons
Jaume Sañé i Pons   (Taradell, 11 de setembre de 1961 - Alaska, 14 de juliol de 2023) fou un biòleg i divulgador català. Va començar els estudis de Biologia a la Universitat de Barcelona però no va acabar la carrera.
Professionalment va ser director i guionista de diversos reportatges de fauna i natura arreu del món i emesos a televisions de tot el món, tot i que és especialista en la fauna autòctona de Catalunya. També va escriure llibres sobre flora i fauna. A TV3, va col·laborar en els programes Un món bestial, Bèsties, Quèquicom i Natura sàvia.
Morí el 14 de juliol de 2023 a Alaska on participava en un viatge en grup com a guia. L'agreujament d'una infecció per malària, malaltia que hauria contret en un dels seus últims viatges a Uganda, n'havia provocat l'ingrés hospitalari i posterior defunció al cap d'uns dies.